# Premyer Liqası (2015/2016)
Premyer Liqası 2015/2016 (znana jako Topaz Premier League ze względów sponsorskich) była 24. edycją najwyższej klasy rozgrywkowej piłki nożnej w Azerbejdżanie.
Brało w niej udział 10 drużyn, które w okresie od 9 sierpnia 2015 do 20 maja 2016 rozegrały 36 kolejek meczów.
Tytuł mistrzowski zdobyła drużyna Qarabağ FK po raz trzeci z rzędu, a czwarty w swojej historii.

## Format rozgrywek
Dziesięć uczestniczących drużyn gra ze sobą czterokrotnie.
Zwycięzca ligi zostaje mistrzem Azerbejdżanu i kwalifikuje się do I rundy kwalifikacyjnej Ligi Mistrzów UEFA.
Drużyna, która zajmie drugie, trzecie miejsce i zdobywca Pucharu Azerbejdżanu, kwalifikują się do I rundy kwalifikacyjnej Ligi Europy UEFA.
W przypadku zdobycia pucharu przez drużynę, która zapewniła sobie grę w europejskich pucharach, awans otrzymuje czwarta drużyna rozgrywek.
Do niższej ligi spadają bezpośrednio dwie ostatnie drużyny.

## Drużyny
| Uczestnicy poprzedniej edycji | Uczestnicy poprzedniej edycji | Uczestnicy poprzedniej edycji | Uczestnicy poprzedniej edycji |
| --- | ----------------------------- | ----------------------------- | ----------------------------- |
| QAA | Qarabağ FK                    | Baku                          | 1                             |
| INT | İnter Baku                    | Baku                          | 2                             |
| QAB | FK Qəbələ                     | Qəbələ                        | 3                             |
| NEF | Neftçi PFK                    | Baku                          | 4                             |
| SIZ | Simurq Zaqatala               | Zaqatala                      | 5                             |
| OSB | AZAL Baku                     | Baku                          | 6                             |
| KHA | Xəzər Lenkoran                | Lenkoran                      | 7                             |
| SUM | Sumqayıt FK                   | Sumgait                       | 8                             |
| BAK | FK Bakı                       | Baku                          | 9                             |
| Awans z Birinci Divizionu |                               |                               |                               |
| RAV | Rəvan Baku                    | Baku                          | 3                             |
| ZIR | Zirə Baku                     | Baku                          | 5                             |
| KAP | Kəpəz Gəncə                   | Gandża                        | 9                             |
| Oznaczenia: - kolumna pierwsza – skróty nazw drużyn, - kolumna trzecia – siedziba klubu, - kolumna czwarta – miejsce zajęte w poprzednim sezonie. |                               |                               |                               |

## Tabela
| Lp. | Drużyna            | M  | Z  | R  | P  | B+ | B- | +/– | Pkt | Kwalifikacja lub spadek                      |
| --- | ------------------ | -- | -- | -- | -- | -- | -- | --- | --- | -------------------------------------------- |
| 1   | Qarabağ (M, P)     | 36 | 26 | 6  | 4  | 66 | 21 | +45 | 84  | Liga Mistrzów UEFA • II runda kwalifikacyjna |
| 2   | Zirə Baku          | 36 | 17 | 11 | 8  | 42 | 31 | +11 | 62  | [ i ]                                        |
| 3   | Qəbələ             | 36 | 16 | 11 | 9  | 44 | 28 | +16 | 59  | Liga Europy UEFA • I runda kwalifikacyjna    |
| 4   | İnter Baku         | 36 | 16 | 11 | 9  | 39 | 28 | +11 | 59  | [ iii ]                                      |
| 5   | Kəpəz Gəncə        | 36 | 15 | 11 | 10 | 48 | 40 | +8  | 56  | Liga Europy UEFA • I runda kwalifikacyjna    |
| 6   | Neftçi Baku        | 36 | 13 | 10 | 13 | 41 | 41 | 0   | 49  | Liga Europy UEFA • I runda kwalifikacyjna    |
| 7   | AZAL               | 36 | 13 | 7  | 16 | 26 | 38 | −12 | 46  |                                              |
| 8   | Sumgayit           | 36 | 9  | 12 | 15 | 41 | 49 | −8  | 39  |                                              |
| 9   | Rəvan Baku (S)     | 36 | 5  | 9  | 22 | 27 | 63 | −36 | 18  | spadek do Birinci Divizionu                  |
| 10  | Xəzər Lenkoran (S) | 36 | 3  | 6  | 27 | 16 | 51 | −35 | 15  | spadek do Birinci Divizionu                  |

1. ↑  Zirə Baku nie uzyskała licencji UEFA, ponieważ klub istnieje zawodowo krócej niż trzy sezony[5][6].
2. 1 2  Mecze bezpośrednie, strzelone bramki na wyjeździe: Qəbələ 2, İnter 1.
3. ↑  W dniu 31 marca 2016 roku Izba Orzekająca Organu Kontroli Finansowej Klubu UEFA (CFCB) ogłosiła, że İnter Baku zostanie wykluczony z udziału w kolejnych rozgrywkach klubowych UEFA, do których zakwalifikowałby się w kolejnych trzech sezonach[7].
4. ↑  Rəvan Baku odjęto 6 punktów w związku z niewywiązywaniem się przez klub z warunków umowy zawartej z grającym w tym klubie piłkarzem Arturem Kotenko[8].
5. ↑  Licencje na udział w Premier Liqası nie zostały przyznane Xəzər Lenkoran i Rəvan[9].

## Wyniki
| Gospodarz \ Gość | AZL | INT | KHA | RAV | NEF | QAR | GAB | SUM | ZIR | KAP | AZL | INT | KHA | RAV | NEF | QAR | GAB | SUM | ZIR | KAP |
| ---------------- | --- | --- | --- | --- | --- | --- | --- | --- | --- | --- | --- | --- | --- | --- | --- | --- | --- | --- | --- | --- |
| AZAL             |     | 0–1 | 1–0 | 1–0 | 2–1 | 0–2 | 0–2 | 2–0 | 1–0 | 1–1 |     | 0–0 | 1–0 | 1–0 | 1–1 | 1–0 | 2–1 | 1–0 | 1–1 | 3–0 |
| İnter Baku       | 2–0 |     | 2–0 | 2–0 | 1–0 | 0–2 | 2–1 | 2–3 | 0–0 | 1–0 | 1–0 |     | 2–1 | 3–1 | 0–1 | 1–1 | 0–1 | 2–2 | 1–0 | 1–0 |
| Xəzər Lenkoran   | 3–1 | 2–0 |     | 1–1 | 0–2 | 0–1 | 0–1 | 1–2 | 0–1 | 0–1 | 0–1 | 0–1 |     | 0–0 | 0–1 | 1–2 | 0–1 | 1–2 | 0–2 | 0–3 |
| Rəvan Baku       | 0–0 | 0–2 | 0–1 |     | 1–3 | 1–2 | 0–3 | 0–0 | 1–0 | 0–2 | 1–0 | 0–4 | 2–2 |     | 1–0 | 2–1 | 0–1 | 1–2 | 0–4 | 1–3 |
| Neftçi Baku      | 0–1 | 1–1 | 1–1 | 2–3 |     | 1–0 | 0–1 | 2–1 | 1–1 | 0–0 | 3–1 | 4–2 | 1–0 | 1–1 |     | 1–2 | 1–2 | 1–0 | 0–0 | 2–3 |
| Qarabağ          | 2–0 | 1–0 | 1–0 | 1–0 | 1–1 |     | 1–1 | 2–2 | 4–1 | 3–0 | 3–0 | 2–0 | 3–0 | 5–1 | 2–0 |     | 2–0 | 1–0 | 2–0 | 4–0 |
| Qəbələ           | 0–0 | 1–1 | 6–0 | 1–1 | 0–1 | 2–2 |     | 1–0 | 0–0 | 1–0 | 2–0 | 0–0 | 0–0 | 2–0 | 2–2 | 1–2 |     | 1–0 | 1–2 | 1–2 |
| Sumgayit         | 1–1 | 1–1 | 1–1 | 3–3 | 1–2 | 1–0 | 2–2 |     | 0–0 | 2–2 | 2–0 | 0–1 | 2–1 | 3–1 | 2–1 | 0–2 | 1–1 |     | 0–2 | 2–3 |
| Zirə Baku        | 1–0 | 0–0 | 1–0 | 2–1 | 2–0 | 0–0 | 1–0 | 3–2 |     | 2–2 | 4–2 | 2–1 | 1–0 | 2–1 | 3–0 | 0–2 | 0–3 | 1–0 |     | 2–2 |
| Kəpəz Gəncə      | 1–0 | 0–0 | 1–0 | 0–0 | 1–1 | 2–3 | 3–0 | 3–1 | 1–1 |     | 2–0 | 1–1 | 2–0 | 3–2 | 1–2 | 1–2 | 0–1 | 0–0 | 2–0 |     |

## Najlepsi strzelcy
| Bramki | Zawodnik          | Drużyna     |
| ------ | ----------------- | ----------- |
| 15     | Dani Quintana     | Qarabağ     |
| 14     | Nelson Bonilla    | Zirə        |
| 13     | Ruslan Qurbanov   | Neftçi Baku |
| 12     | Amil Yunanov      | Sumgayit    |
| 10     | Ołeksij Haj       | Qəbələ      |
| 9      | Richard           | Qarabağ     |
| 9      | Julien Ebah       | Kəpəz       |
| 7      | Samuel Armenteros | Qarabağ     |
| 7      | Ermin Zec         | Qəbələ      |
| 7      | Ołeksij Antonow   | Qəbələ      |
| 7      | Nugzar Kvirtiya   | AZAL        |
| 7      | Mahir Emreli      | Qarabağ     |

Źródło: 

## Stadiony
| AZAL         |
| ------------ |
| Stadion AZAL |
|              |

| Qəbələ          |
| --------------- |
| Stadion Miejski |
|                 |

| İnter Baku   |
| ------------ |
| Stadion Şəfa |
|              |

| Xəzər Lenkoran  |
| --------------- |
| Stadion Miejski |
|                 |

| Neftçi Baku   |
| ------------- |
| Bakcell Arena |
|               |

| Qarabağ               |
| --------------------- |
| Stadion Republikański |
|                       |

| Rəvan Baku  |
| ----------- |
| Bayıl Arena |
|             |

| Sumgayit                 |
| ------------------------ |
| Stadion Mehdi Huseynzade |
|                          |

| Zirə Baku                    |
| ---------------------------- |
| Stadion Kompleksu Sportowego |
|                              |

| Kəpəz Gəncə     |
| --------------- |
| Stadion Miejski |
|                 |

Źródło: 